# Tommy Portimo
Tommy Portimo, född 5 september 1981 i Kemi, är en finländsk musiker. Han spelar trummor i power metal-bandet Sonata Arctica. Han var också en av grundarna till det nämnda bandet, 1996 då bandet döptes Tricky Beans.
Tommy Portimo började spela trummor när han var åtta år, inspirerad av en vän som spelade trummor. Han var fjorton år då han grundade Trick Beans tillsammans med Tony Kakko, Jani Liimatainen och Janne Kivilahti. Bandet omdöptes senare till Tricky Means, men bytte namn till Sonata Arctica 1999.

## Diskografi (urval)
Studioalbum med Sonata Arctica
- Ecliptica (1999)
- Silence (2001)
- Winterheart's Guild (2003)
- Reckoning Night (2004)
- Unia (2007)
- The Days of Grays (2009)
- Stones Grow Her Name (2012)
- Pariah's Child (2014)
- The Ninth Hour (2016)